# Kane (Command & Conquer)
Kane is een personage, en de mysterieuze, charismatische leider van de geheimzinnige Brotherhood of Nod uit de spelreeks Command & Conquer. Er is weinig bekend over deze mysterieuze persoon, die vreemd genoeg bijna onsterfelijk lijkt; zijn volgelingen stellen hem soms op gelijke voet met Kaïn, die volgens Abrahamitische religies de eerste moordenaar was. Kane zelf heeft dit nooit officieel bevestigd of ontkend.
Kane wordt gespeeld door Joseph D. Kucan, die de filmpjes van de Command & Conquer-spellen waar hij in voorkwam ook regisseerde, met uitzondering van Command & Conquer 3: Tiberium Wars.
Volgens diverse volgelingen is Kane in werkelijkheid Kaïn, de eerste moordenaar. Kane versterkt deze vermoedens door Bijbelse verwijzingen te maken. Zo noemt hij een nieuwe stealth tank Ezekiel's wheel, als verwijzing naar Ezechiël; zijn rechterhand tijdens de Eerste Tiberiumoorlog noemde zich Seth, dezelfde naam als de derde zoon van Adam en Eva, en Kaïns tweede broer; in Command & Conquer: Renegade ontdekt de hoofdpersoon in een Tempel van Nod in Egypte een tombe, die aan Abel zou toebehoren. Ook lijkt de naam Nod te verwijzen naar de vloek waarmee Kaïn getroffen werd na de dood van Abel, waarop hij naar het oosten vluchtte: "Zo verliet Kaïn de HERE en vestigde zich in het land Nod, ten oosten van Eden." (Genesis 4:16)
Kanes methodes zijn nogal wreed, want met falende volgelingen heeft hij net zomin enig medelijden als met tegenstanders.

## Geschiedenis

### Red Alert
Kanes eerste officiële verschijning is (chronologisch gezien) in Command & Conquer: Red Alert, meer dan veertig jaar voor Tiberian Dawn. Wanneer de Sovjet-Unie onder Jozef Stalin een grootschalige invasie in Europa begint fungeert Kane hier als een obscure, geheimzinnige raadsman van Stalin. Kane verschijnt in de Sovjet-campagne enkele malen in beeld, zonder enige uitleg aan de speler. Het voornaamste wat hij doet in deze filmpjes is zwijgend toekijken en Stalin enkele (voor de speler onhoorbare) adviezen toefluisteren. Vermoedelijk was de Broederschap van Nod betrokken bij deze aanval op Europa, om haar uiteindelijke doelen te verwezenlijken. Aan het einde van de Sovjet-campagne hebben de Sovjets Europa veroverd. Stalin wordt hierop vergiftigd door Nadia, hoofd van de NKVD en Stalins maîtresse, die in werkelijkheid een lid van de Broederschap is. Nadia verklaart de speler, terwijl Kane schuin achter haar staat, dat de Broederschap begin jaren 1990 volledig uit de schaduwen zal verrijzen. Hierna schiet Kane haar zonder enige waarschuwing in de rug (zonder een duidelijke reden hiervoor) en zegt vervolgens, de speler grijnzend aankijkend: "Comrade Chairman, I am the future."
In de campagne van de Geallieerden verschijnt Kane niet.

### De Eerste Tiberium-Oorlog
Pas in het laatste decennium van de 20e eeuw verschijnt Kane weer en komt de Broederschap definitief openlijk tevoorschijn.
Na het neerstorten van een meteoriet in 1995 blijkt deze een geheimzinnige stof bij zich te dragen, die zich begint te verspreiden over de wereld en voor vreemde mutaties zorgt: Tiberium. Nod begint het Tiberium te onderzoeken en heeft al gauw bijna de helft van de wereldwijde voorraad in handen, wat de organisatie monetair ook zeer sterk maakt. Nod doet zelfs onderzoek naar op Tiberium gebaseerde technologieën. Tegelijkertijd begint Nod ook steun te zoeken in de Derde Wereld, haat zaaiend tegen de Westerse Wereld. Kanes leus luidt hierbij: "Peace through Power!"
Uiteindelijk breekt hierdoor de Eerste Tiberium-Oorlog uit: waarbij Nod een openlijke oorlog voert met het, door de Verenigde Naties opgerichte Global Defense Initiative. Deze oorlog wordt uitgevochten in het spel Command & Conquer: Tiberian Dawn. De Nod-campagne betreft de verovering van Afrika. De speler krijgt eerst instructies van Kanes rechterhand Seth. Al gauw blijkt dat Kane meer en meer onder de indruk raakt van de speler, waarop Seth jaloers wordt en de speler een onmogelijke opdracht probeert te geven: een aanval op de Verenigde Staten. Seth wordt hierop door Kane in zijn hoofd geschoten, waarna Kane de speler in hoogsteigen persoon instructies geeft. Uiteindelijk wordt het ionenkanon van GDI gehackt, om gebouwen zoals het Witte Huis en de Eiffeltoren mee te vernietigen.
Kane probeert ook de media te manipuleren, door via een valse nieuwsreportage de publieke opinie tegen GDI te keren. In de GDI-campagne blijkt echter dat de Verenigde Naties desondanks hun vertrouwen in het GDI blijven houden, door te beweren dat GDI minder steun zal krijgen, zodat Kane in de val gelokt wordt. De speler bevrijdt Europa geleidelijk aan van Nod. Dan blijkt er een grote Tempel van Nod in Sarejevo te staan, die in de laatste missie door de speler vernietigd dient te worden. Indien de speler hierbij een zogenaamd ionenkanon toepast is er vervolgens te zien hoe Kane in de Tempel in het licht van de ionenstraal verdwijnt. Dit einde van het spel is de canonieke versie waar de vervolgen ook van uitgaan.

### De Tweede Tiberium-Oorlog
Ondanks Kanes vermoedelijke dood en een officiële verklaring ervan geloven zijn volgelingen dat Kane nog steeds leeft. Toch duurt het pas tot 2030 voordat Kane opnieuw openlijk verschijnt, wat resulteert in de Tweede Tiberium-Oorlog, die uitgevochten wordt in het spel Command & Conquer: Tiberian Sun.
In de Nod-campagne verschijnt Kane pas na drie missies openlijk. Wanneer de Nod-generaal Anton Slavik, leider van de Zwarte Hand-troepen op het punt staat een verrader te executeren verschijnt Kane plotseling op een scherm, waarna hij in een toespraak aan zijn volgelingen de nieuwe oorlog uitroept. Vanaf dat moment geeft hij instructies aan Slavik. De Tempel in Sarejevo wordt heroverd om de Tacitus, een buitenaardse data-matrix met informatie over Tiberium, terug te krijgen. De Tacitus blijkt echter in handen van Umagon, een mutantenkrijger. Slavik wordt echter gevangengenomen door GDI, waarna zijn soldaten van de Zwarte Hand hem redden. Met een nucleair raketprogramma vernietigd Slavik een groot deel van GDI. Jake McNeil wordt gevangengenomen en uiteindelijk overgehaald om de beveiliging van de Hammerfest-basis uit te schakelen, waardoor Nod het GDI-ruimtestation Philadelphia vernietigd. Kane lanceert hierna een raket met Tiberium, zodat de gehele wereld overwoekerd wordt. Opvallend lijkt hij na de lancering min of meer op te lossen, waardoor veel discussies ontstaan zijn onder fans, over wie of wat Kane is.
In de GDI-campagne stuurt Kane een videobericht naar Philadelphia. Hierop wordt commandant Michael McNeil (broer van de bovengenoemde Jake) eropuit gestuurd. Deze ontdekt tijdens de oorlog dat Kane de Tacitus bezit en Tiberium nu als wapen kan gebruiken. Tot overmaat van ramp neemt Kane McNeils bondgenoot Umagon gevangen. Ondanks een bevel om naar Europa te gaan trekt McNeil naar Kanes schuilplaats in Caïro, waar de lancering van de raket wordt voorkomen en Kane door McNeil met een speer wordt doorboord.
Hoewel Kane in video-verbindingen een normaal gezicht lijkt te hebben heeft hij in werkelijkheid de helft van zijn gezicht bedekt met een metalen plaat, mogelijk omdat hij toch niet geheel ongeschonden uit de vernietiging van de Tempel in Sarejevo gekomen is.

### Firestorm
In Firestorm, de uitbreiding op Tiberian Sun, blijkt dat Kanes lichaam later alsnog verdwenen is. Nod is verdeeld achtergebleven, terwijl Slavik, hoofd van de Zwarte Hand, zich probeert op te werpen als de leider van Nod. Nods AI, Cabal keert zich tegen Nod om met een leger van cyborgs de wereld over te nemen. Nod en GDI worden gedwongen om samen te werken tegen CABAL en weten de AI te verslaan. Op het einde van de Nod-campagne verschijnt er echter een vreemde ruimte, vol met grote, met vloeistof gevulde buizen waar lichamen in zitten. In de buis in het midden zit Kanes lichaam (mogelijk in een cryonische toestand). Op een scherm erachter wisselt CABAL's "gezicht" voortdurend met dat van Kane, terwijl hun stemmen daarbij mee wisselen. Uiteindelijk is alleen de stem van CABAL nog te horen, met de woorden: "Our directives must be reassessed." Wat deze laatste scène nu werkelijk te betekenen heeft is niet geheel duidelijk, en fans speculeren er daarom vaak over. Volgens sommigen slaagt CABAL er in dit filmpje in om Kanes geest over te nemen. Veel fans menen in elk geval dat er een link tussen Kane en CABAL bestaat.

### De Derde Tiberium-Oorlog
In Command & Conquer 3: Tiberium Wars wordt de Derde Tiberium-Oorlog uitgevochten. In 2047 vernietigt Nod met een nucleaire raket Philadelphia, het hoofdkwartier van GDI. Kane verschijnt (weer ongeschonden) in het openbaar en verklaart dat GDI nu werkelijk verslagen zal worden. Kane laat de Tempel van Nod in Sarejevo herbouwen en trekt er persoonlijk naartoe. De nieuwe, militair onbekwame leider van het GDI, Redmond Boyle, beveelt direct om de Tempel met een Ionenkanon te vernietigen. Bij deze aanval lijkt Kane ook om te komen, maar onder de Tempel lag een voorraad vloeibaar Tiberium, waardoor er een grote ramp ontstaat: Zuidoost-Europa wordt vrijwel geheel getroffen, met talloze doden. Het gevolg van deze explosie was de landing van de Scrin, een buitenaards ras dat het Tiberium naar de Aarde gebracht heeft om het daar jaren later te kunnen oogsten. In zowel de GDI-, Nod- als Scrin-campagne moeten de Scrin zich uiteindelijk terugtrekken van de Aarde. Kane verschijnt echter enkel nog in de Nod-campagne, maar in de Scrin-campagne blijkt dat de Scrin zijn genetische materiaal niet herkennen, ondanks al hun kennis. In de Nod-campagne blijkt Kane nog te leven: de aanval op de Tempel was bewust uitgelokt, zodat het vloeibaar Tiberium zou exploderen, waardoor de Scrin zouden menen dat de Aarde nu in het juiste stadium voor een oogst was. Hij verwerpt Kilian Qatar, zijn vrouwelijke rechterhand, als verraadster, omdat ze met GDI tegen de Scrin heeft samengewerkt, en laat haar executeren. Als de Scrin verjaagd zijn onthult Kane zijn doel van deze oorlog aan de speler: de technologische macht van de Scrin en kennis omtrent Tiberium in handen krijgen. Kane wil dit bereiken door een van de doorvoerpunten van de scrin (waar de scrin hun troepen naar de aarde teleporteren) gelegen in de Italiaanse rode zone in te nemen. Op het einde als deze toren veroverd is, loopt Kane een fel licht tegemoet, terwijl hij de speler aan de Inner Circle (Binnencirkel) van Nod voorstelt.